# Théophane d'Alexandrie
Théophane d'Alexandrie parfois nommé Théophile II, est un  patriarche copte d'Alexandrie de 953 à 956

## Contexte
Théophane  ou Théophile est à l'origine un moine du Monastère Saint-Macaire de Scété[2]. Les chroniques relatent qu'il a été exécuté par noyade par les évêques et les clercs parce qu'il avait proféré des blasphèmes en raison d'une prétendue possession diabolique.[1] .Selon les sources plus anciennes suivies par Venance Grumel il aurait dirigé le patriarcat du 19 juin 953 au 6 décembre 958 c'est-à-dire 10 Khoiak de l'an 675 du calendrier copte. Certains auteurs contemporains situent son gouvernement de 952 et 956.